# Amazon
Amazon.com, Inc. es una corporación estadounidense de comercio electrónico y servicios de computación en la nube a todos los niveles con sede en la ciudad de Seattle, Washington. Su lema es: From A to Z (traducido al español: «De la A a la Z»). Es una de las primeras grandes compañías en vender bienes a través de Internet. Amazon también posee Alexa Internet, a9.com, Shop bop, Internet Movie Database (IMDb), MGM Holdings, Zappos.com, DPreview.com y Twitch. Es la marca de venta al por menor más valiosa del mundo según el índice BrandZ.

## Historia

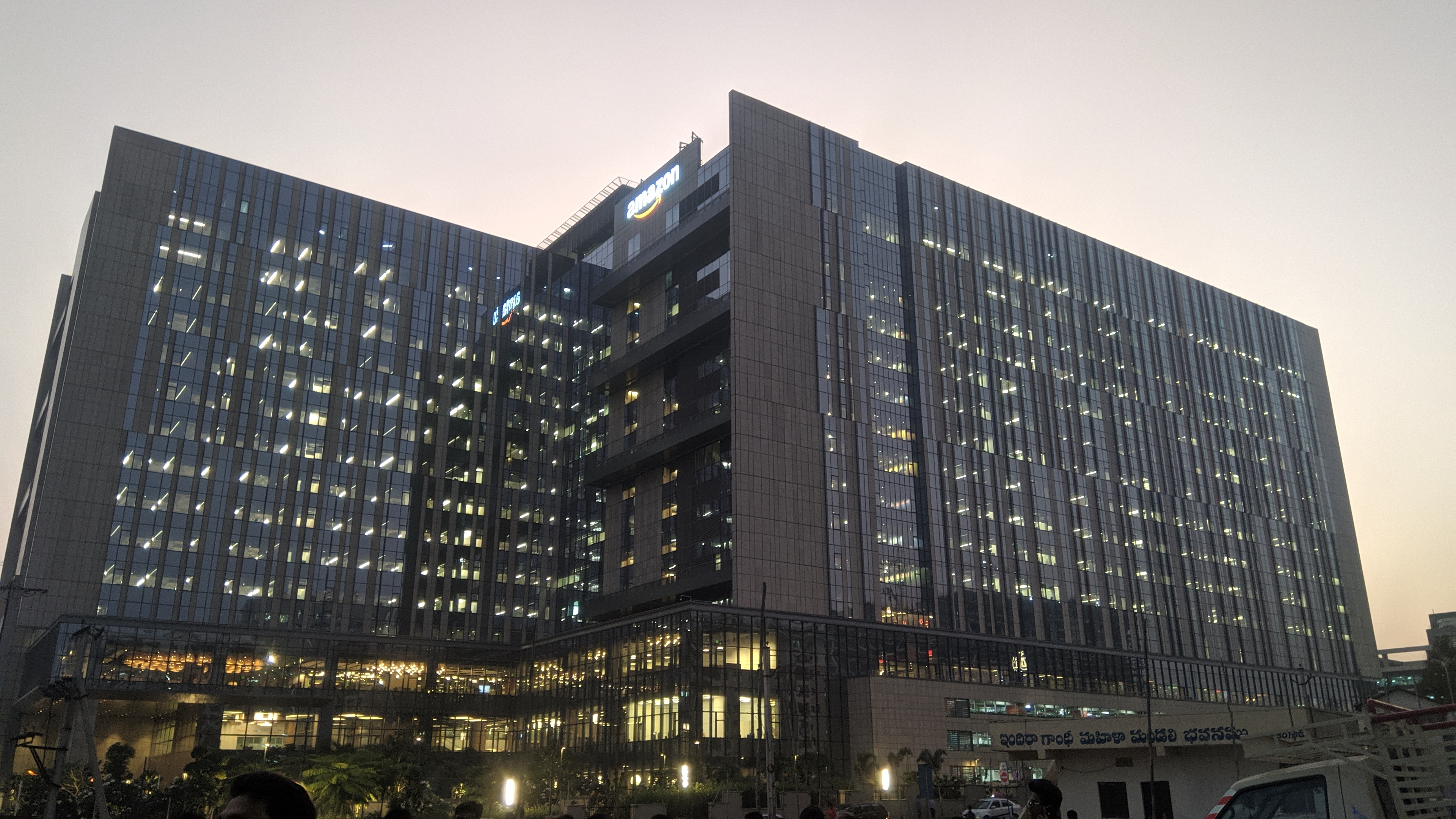
El campus más grande de la compañía fuera de Estados Unidos se inauguró en Hyderabad, India en septiembre de 2019.

La compañía fue fundada en 1994, impulsada por lo que el fundador de Amazon, Jeff Bezos llamó su "marco de minimización de la lamentación", que describió sus esfuerzos para defenderse de su arrepentimiento por no participar anteriormente en el auge comercial de Internet durante ese tiempo. En abril de 1994, Bezos dejó su empleo como vicepresidente de D. E. Shaw & Co., una firma de Wall Street, y se trasladó a Seattle, donde comenzó a trabajar en un plan de negocios para lo que finalmente se convertiría en "Amazon.com".
Jeff Bezos creó la compañía Cadabra el 5 de julio de 1994. Bezos cambió el nombre a Amazon un año más tarde después de que un abogado confundiera Cadabra con cadáver. En septiembre de 1994, Bezos compró la URL Relentless.com y brevemente, la tienda en línea tuvo el nombre de Relentless, pero sus amigos le dijeron que el nombre sonaba un poco siniestro. Bezos cambió su nombre a Amazon.com en 1995.
Bezos seleccionó el nombre de Amazon mirando el diccionario, optó por el nombre, Amazon, porque el Amazonas era un lugar "exótico y diferente" tal como él planeaba su tienda; el río Amazonas, era el río "más grande" del mundo, y planeaba convertir su tienda en la más grande del mundo.
Desde el 19 de junio de 2010, el logotipo de Amazon ha presentado una flecha curvada en forma de sonrisa que conduce de A a Z, lo que representa que la empresa posee todos los productos de A a Z.
Después de leer un informe sobre el futuro de Internet que proyectaba un crecimiento anual del comercio web de 2.300%, Bezos creó una lista de 20 productos que podrían comercializarse en línea. Redujo la lista a los cinco productos más prometedores que incluyeron: los discos compactos, computadoras y programas para las mismas, los vídeos, y los libros. Finalmente decidió que su nuevo negocio vendería libros en línea, debido a la gran demanda mundial de literatura. Los precios bajos para los libros, junto con el gran número de títulos disponibles fueron las razones de su éxito.
La compañía comenzó como una librería en línea. Amazon fue capaz de acceder a los libros al por mayor de Ingram. En los primeros dos meses de negocio consiguió vender a los Estados Unidos y a más de 45 países. En tan solo dos meses las ventas de Amazon eran de hasta $20.000 a la semana.
Amazon fue creado en 1994, en el estado de Washington. En julio de 1995, la compañía vendió su primer libro. En octubre de 1995, la empresa se anunció al público. En 1996, se reincorporó en Delaware. Amazon lanzó su oferta pública inicial de acciones el 15 de mayo de 1997, negociando bajo el símbolo de bolsa AMZN de NASDAQ, a un precio de $18 por acción.
El plan de negocios inicial de Amazon era inusual. No esperaba obtener un beneficio de cuatro a cinco años. Este crecimiento "lento" hizo que los accionistas se quejaran de que la compañía no alcanzara la rentabilidad lo suficientemente rápido como para justificar la inversión o incluso para sobrevivir a largo plazo. Cuando la burbuja de punto com surgió a comienzos del siglo XXI, destruyendo muchas empresas electrónicas en el proceso, Amazon sobrevivió y creció en la burbuja hasta convertirse en un jugador enorme en las ventas en línea. Finalmente, obtuvo su primer beneficio en el cuarto trimestre de 2001: 5 millones de dólares (es decir, 1¢ por acción), con ingresos superiores a mil millones de dólares. Este margen de beneficio, aunque extremadamente modesto, demostró a los escépticos que el modelo de negocios no convencional de Bezos podría tener éxito. En 1999, la revista Time nombró a Bezos como Persona del Año, reconociendo el éxito de la compañía en popularizar las compras en línea.
Barnes & Noble demandó a Amazon el 12 de mayo de 1997, alegando que la afirmación de Amazon de ser "la librería más grande del mundo" era falsa. Barnes & Noble afirmó: "No es una librería en absoluto, es un agente de libros". El pleito fue resuelto más tarde fuera de los tribunales. Walmart demandó a Amazon el 16 de octubre de 1998 alegando que Amazon había robado sus secretos comerciales contratando a exejecutivos de Walmart. Aunque este pleito también fue resuelto fuera de los tribunales, provocó que Amazon aumentara su seguridad interna y despidiera a los exejecutivos de Walmart.
Amazon.com anunció el 11 de octubre de 2016 que estaba planeando construir tiendas físicas y desarrollar puntos de recogida en la acera para comida. Este nuevo negocio se llama Amazon Go y el 5 de diciembre de 2016, fue abierto para los empleados de Amazon en Seattle. La tienda utiliza una variedad de sensores y carga automáticamente una cuenta Amazon de comprador a medida que salen de la tienda, por lo tanto no hay líneas de pago. La tienda abrió al público en general el 22 de enero de 2018.
El 15 de mayo de 2017, Amazon cumple dos décadas desde que empezó a cotizar en el Nasdaq. El valor bursátil de Amazon está próximo a los 460.000 millones de dólares, lo que le coloca como la cuarta más grande del índice S&P 500 entre Microsoft y Facebook.
En septiembre de 2018, Amazon se convierte en la segunda compañía (tras Apple) en ser valorada por parte de Wall Street en mil millones de dólares estadounidenses.
En 2019, Amazon lanzó una nueva estrategia de marketing a la que llamó Amazon Prime Day. Durante el mes de julio, del año anterior, el gran gigante del eCommerce ofreció la oportunidad a sus clientes Prime de conseguir ofertas flash en millones de productos durante el ‘Prime Day’. Sin embargo, en 2019 teniendo en cuenta el éxito del anterior lanzamiento del Prime Day, Amazon decidió aumentar las ofertas 24 a 48 horas.
Prime Day se ha convertido en un auténtico festival de ofertas con promociones por tiempo limitado, acciones de entretenimiento nunca vistas, y exclusivos lanzamientos en línea. Además, los clientes Prime de Amazon.es pueden encontrar algunas de las mayores ofertas de Prime Day en dispositivos Amazon.
En julio de 2021, tras 27 años desde su fundación, Bezos anunció que dejaba de ser el CEO de Amazon.

## Ingresos
Durante la década 2000-2010, Amazon ha desarrollado una base de clientes de alrededor de 30 millones de personas. Amazon.com es principalmente un sitio minorista con un modelo de ingresos por ventas. Amazon hace su dinero tomando un porcentaje del precio de venta de cada artículo que se vende a través de su sitio web. Amazon también permite a las compañías anunciar sus productos pagando para ser listadas como productos destacados.
A partir de 2018, Amazon.com ocupa el octavo lugar en el ranking Fortune 500 de las corporaciones más grandes de los Estados Unidos por ingresos totales.
Para el año fiscal 2017, Amazon reportó ganancias de 3,03 mil millones de dólares, con un ingreso anual de USD 177 866 mil millones, un aumento del 30,8% respecto al ciclo fiscal anterior. Desde 2007, las ventas aumentaron de 14 835 millones a 177 866 millones, gracias a la continua expansión del negocio. La capitalización de mercado de Amazon se valoró en más de USD 1600 mil millones a principios de septiembre de 2020, en agosto, su fundador y CEO Jeff Bezos vendió el 2% de sus acciones en Amazon por $ 3100 millones y se convirtió en el hombre más rico del mundo.

## Críticas y controversias
Desde su fundación, la compañía ha atraído críticas y controversias por sus acciones, que incluyen:
- Proporcionar a las fuerzas del orden público herramientas de vigilancia de reconocimiento facial.
- Formando asociaciones de computación en la nube con la CIA.[16]
- Alejar a los clientes de las librerías.[17]
- Impactando negativamente el medio ambiente.[18]
- Otorgando una baja prioridad a las condiciones del almacén para los trabajadores.[19]
- Oponerse activamente a los esfuerzos de sindicalización.[19]
- Eliminar de forma remota contenido comprado por usuarios de Amazon Kindle.
- Tomando subsidios públicos; buscando patentar su tecnología 1-Click.
- Participar en acciones anticompetitivas y discriminación de precios.
- Reclasificando libros LGBTQ como contenido para adultos.[20]
- Borrar documentales populares en línea sobre personas conservadoras.[21]
- Proyecto Nimbus: es un acuerdo de 1200 millones de dólares en el que Amazon y Google proporcionan a Israel y a sus fuerzas armadas inteligencia artificial, aprendizaje automático y otros servicios de computación en la nube, incluyendo sitios locales en la nube. Su controversia viene de las criticas por parte de accionistas y empleados preocupados de que el proyecto favorezca abusos de los derechos humanos palestinos en el conflicto israelí-palestino.

### Organización de trabajadores

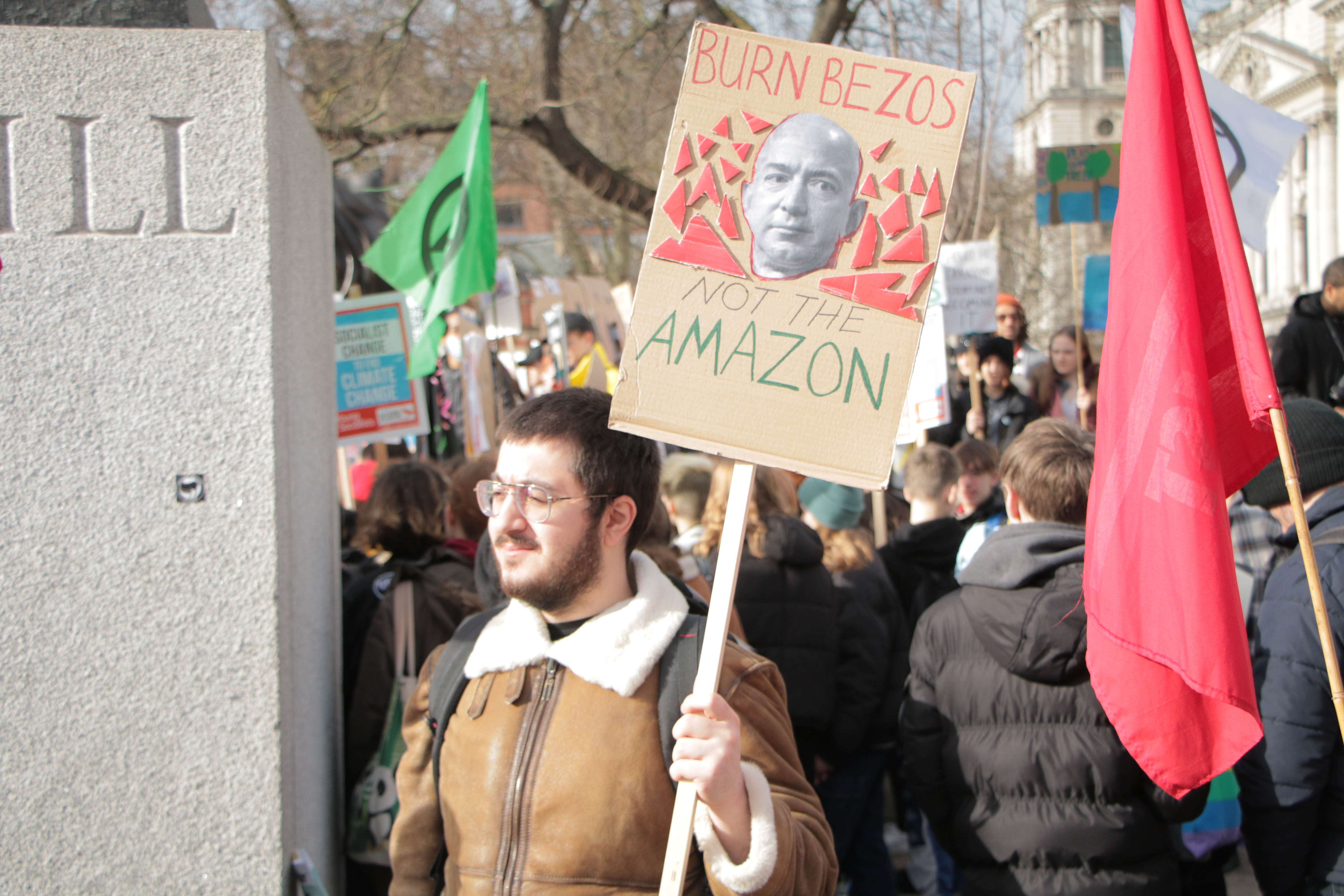
Una huelga del clima dirigida a Amazon.

Mientras que la Uniones son comunes entre los trabajadores de Amazon en Europa, pocos de los trabajadores Americanos de Amazon están organizados en Uniones. Amazon se ha opuesto activamente a la organización en Uniones en Estados Unidos y en el Reino Unido, y activamente ha participado en destrucción de Uniones.
Unite the Union ha dicho que los trabajadores de Amazon "no están actualmente libres para unirse a los sindicatos sin miedo u obstruccion y propaganda dirigida a ellos. En septiembre de 2020, 37 Sindicatos Europeos firmaron una carta abierta llamando a la Comission Europea a investigar a Amazon, diciendo que la compañía "ha lidereado la redada a los derechos de los trabajadores, usando su poder de monopolio en los datos para aplastar los esfuerzos de los trabajadores de mejorar sus condiciones. Ahora esta acelerando sus operaciones de espionaje".
Alessandro Delfanti de la Universidad de Toronto dijo que "una cosa que tienen en comun todos los sitios de trabajo de Amazon es la resistencia de la corporacion a Democracia en el trabajo," senalando a los niveles extremadamente altos de rotacion de trabajadores de la compañía, vigilancia masiva, y acusaciones de despedir a trabajadores que esta tratando de liderear petiticiones para organizase en uniones. En 2020, Motherboard reportó que Amazon monitoreó grupos de justicia social y ambientalistas.
El 20 de abril de 2021, La Union Laboral de Amazon (ALU) fue formada como una unión independiente específicamente para trabajadores de Amazon. La organización era fundida por Chris Smalls, un trabajador que fue despedido illegalmente por Amazon en 2020. El 1 de abril de 2022, los trabajadores de Amazon en una bodega en Staten Island, JFK8, apoyados por la ALU fueron los primeros trabajadores de Amazon organizados en una Unión por la National Labor Relations Board de los Estados Unidos.

#### Covid-19
Cuando otros negocios cerraron durante las medidas de seguridad por la pandemia de COVID-19, el bienestar y salario de los trabajadores que aseguraban la entrega de bienes, incluyendo los trabajadores de Amazon, recibieron renovada atención. Los trabajadores de Amazon, en medio de la demanda incrementada, abogaron por aumentos de pago y de medidas de seguridad a través de parar de trabajar, incluyendo salirse del trabajo y no presentarse a trabajar. Amazon aumentó la paga para trabajadores de bodegas, transporte, entrega, y tiendas y aumentó el tiempo libre pagado. Algunos trabajadores describieron estas concesiones como un mínimo para convencer a los empleados a arriesgarse a trabajar durante la pandemia.
Amazon respondió al activismo de los trabajadores incrementando la propaganda anti-unión, despidiendo a los organizadores, empleando a detectives Pinkertons, y monitoreando a sus trabajadores. En diciembre de 2020, la National Labor Relations Board le dio mérito a una queja de que el despido de los trabajadores de bodega de Staten Island fue una retribucion ilegal por organizarse para procedimientos de la pandemia.

### Impacto medioambiental
Amazon ha sido criticado por ser un contaminador del ambiente. Sólo en 2018, Amazon emitió 44,4 millones de toneladas métricas de dióxido de carbono. Amazon financia tanto a grupos de negación climática, incluido el Competitive Enterprise Institute, como a políticos que niegan el cambio climático, incluido Jim Inhofe.
En noviembre de 2018, un grupo de acción comunitaria se opuso al permiso de construcción entregado a Goodman Group para la construcción de una plataforma logística de 160.000 m² (1.700.000 pies cuadrados) que Amazon operará en el aeropuerto de Lyon-Saint-Exupéry. En febrero de 2019, Étienne Tête presentó una solicitud en nombre de un segundo grupo de acción comunitaria regional solicitando al tribunal administrativo que decidiera si la plataforma servía a un interés público lo suficientemente importante como para justificar su impacto ambiental. La construcción ha sido suspendida mientras se deciden estos asuntos.
En septiembre de 2019, los trabajadores de Amazon organizaron una huelga como parte de la Huelga Climática Global. Un grupo interno llamado Amazon Employees for Climate Justice dijo que más de 1800 empleados en 25 ciudades y 14 países se comprometieron a participar en la acción para protestar contra el impacto ambiental de Amazon y la inacción al cambio climático. Este grupo de trabajadores presentó una petición a Jeff Bezos y Amazon con tres demandas específicas: dejar de donar a políticos y cabilderos que niegan el cambio climático, dejar de trabajar con empresas de combustibles fósiles para acelerar la extracción de petróleo y gas y lograr cero emisiones de carbono al 2030.

#### Compromiso medioambiental
Dicho esto, el CEO de Amazon también firmó el Compromiso Climático, en el que Amazon cumpliría los objetivos del acuerdo climático de París 10 años antes de lo programado y sería neutral en carbono para 2040. Además de este compromiso, también ordenó 100.000 camiones de reparto eléctricos de Rivian. Amazon ha introducido el programa Shipment Zero, sin embargo, Shipment Zero solo se ha comprometido a reducir el 50% de sus envíos a cero neto para 2030. Además, incluso ese 50% no significa necesariamente una disminución de las emisiones en comparación con los niveles actuales dada la tasa de crecimiento de Amazon en pedidos.

### Dominio de internet .amazon
.amazon es el dominio de nivel superior de marca operado por la empresa Amazon.

### Demanda de la Comisión General de Comercio de Estados Unidos
En septiembre del 2023, la Comisión Federal de Comercio de Estados Unidos, la agencia de protección a los consumidores de Estados Unidos, y 17 estados demandaron a Amazon. La demanda acusa a Amazon de usar tácticas ilegales para aumentar sus precios, perjudicar a sus competidores y mantener su poder monopólico.

### Privacidad y uso de datos personales
La preocupación por el uso de los datos personales en relación con las compras en internet existe desde al menos 2001. El estudio de Anthony D. Miyazaki y Ana Fernández demuestra que la mayoría de las personas están preocupadas por la seguridad de sus datos personales durante sus compras en línea. También señalan que esta preocupación es ligeramente menor entre los usuarios habituales de Internet. No obstante, en 2001, la mayoría de las personas utilizaban páginas web (principalmente Amazon) por necesidad: la facilidad de las compras prevalece sobre la preocupación por la protección de datos.
Es gracias a esta confianza que Amazon ha podido expandir su negocio y abarcar todos los ámbitos, desde su página de streaming hasta su plataforma de compras en línea. Sin embargo, como apunta el estudio de Emily West de 2019, esta diversidad de ofertas también permite a Amazon obtener una gran cantidad de datos sobre sus consumidores, personalizando así sus ofertas. Los datos son, por lo tanto, la base del modelo de negocio de Amazon. West denuncia un "capitalismo de vigilancia": esta vigilancia mediante la recolección y el análisis de datos se está normalizando, siendo aceptada por los consumidores que dependen del servicio que proporciona.
Algunos productos de Amazon también plantean problemas en cuanto a la protección de los datos personales. Catherin Jackson y Orebaugh Angela demuestran en su artículo que Amazon Echo almacena grabaciones de voz para mejorar el rendimiento de Alexa, el asistente de inteligencia artificial del hogar. Estas grabaciones, que violan la intimidad de los hogares, pueden ser utilizadas como pruebas en juicios, como en el caso de Arkansas vs. Bates en Estados Unidos. Así, el almacenamiento de datos personales por parte de Amazon plantea nuevos cuestionamientos.

### Proyecto Nimbus
El Proyecto Nimbus es un contrato por el que Amazon y Google proporcionan a Israel y a su ejército inteligencia artificial, aprendizaje automático y otros servicios de computación en la nube. El contrato ha sido criticado por accionistas y empleados preocupados por que el proyecto pueda dar lugar a abusos de los derechos humanos de los palestinos en el conflicto palestino-israelí. 

## Amazon one: nuevo sistema de pago
A lo largo del 2022, Amazon está comenzando a dar uso a un sistema de pago que permite pagar con la mano a través de la biometría. Este sistema promete eliminar en gran manera la suplantación de identidad en los pagos. Por el momento tan solo estará disponible en 65 nuevas tiendas de Whole Food en California, Estados Unidos.

## Servicios de Amazon
- Amazon Prime Video
- Amazon Alexa
- Amazon Echo
- Amazon Music
- Amazon Fire TV
- Amazon Kindle Fire
- Amazon Kindle
- Amazon Cloud Drive
- ASIN (Amazon Standard Identification Number)
- Twitch
- Amazon Luna
- Amazon Fresh